# Єрузаль (Білобжезький повіт)
Єрузаль (пол. Jeruzal) — село в Польщі, у гміні Висьмежиці Білобжезького повіту Мазовецького воєводства.
У 1975-1998 роках село належало до Радомського воєводства.